# Stevan Luković
Stevan Luković (serbisch-kyrillisch Стеван Луковић; * 16. März 1993 in Prokuplje) ist ein serbischer Fußballspieler.

## Karriere

### Verein
Luković begann seine Karriere beim FK Roter Stern Belgrad. Zwischen 2009 und 2012 war er an den FK Sopot Belgrad verliehen. Im August 2012 stand er gegen den FK Rad Belgrad erstmals im Profikader von Roter Stern. Im selben Monat wurde er an den Zweitligisten FK Kolubara verliehen, für den er bis zur Winterpause der Saison 2012/13 zehn Spiele in der Prva Liga absolvierte.
In der Winterpause wurde er nach Montenegro an den FK Grbalj Radanovići weiterverliehen. Im Februar 2014 verließ er Roter Stern Belgrad schließlich endgültig und wechselte zum Ligakonkurrenten FK Napredak Kruševac. Im März 2014 debütierte er in der SuperLiga, als er am 21. Spieltag der Saison 2013/14 gegen den FK Spartak Subotica in der Startelf stand. Sein erstes Tor in der SuperLiga erzielte er im Mai 2014 bei einer 4:3-Niederlage gegen den FK Javor Ivanjica.
Mit Napredak Kruševac musste Luković 2015 in die Prva Liga absteigen. Im Januar 2016 wechselte er zum Erstligisten FK Mladost Lučani, für den er 13 Spiele absolvierte und ein Tor erzielte. Nach einem halben Jahr bei Mladost Lučani wechselte er zur Saison 2016/17 zum Zweitligisten FK Zemun. Mit Zemun konnte er zu Saisonende in die SuperLiga aufsteigen. Nach zweieinhalb Jahren bei Zemun wechselte er im Februar 2019 zum Zweitligisten FK Budućnost Dobanovci.
Zur Saison 2019/20 wechselte er nach Österreich zum Zweitligisten SV Lafnitz. Bis Saisonende kam er zu zwölf Einsätzen für die Steirer in der 2. Liga. Nach einer Saison verließ er den Verein wieder. Daraufhin kehrte er zur Saison 2020/21 zu Budućnost Dobanovci zurück.

### Nationalmannschaft
Luković spielte zwischen 2009 und 2010 für die serbische U-17-Auswahl.